# Туроу, Скотт
Ско́тт Фре́дерик Ту́роу (англ. Scott Frederick Turow, род. 12 апреля 1949 года, Чикаго, штат Иллинойс, США) – американский писатель и юрист. Автор юридических триллеров «Презумпция невиновности» и «Судебные ошибки», которые были экранизированы. Его книги переведены более, чем на 40 языков и выпущены тиражом более 30 млн экземпляров. Вице-президент Гильдии авторов, крупнейшей в Америке профессиональной организации писателей, занимающейся вопросами защиты свободы слова и защиты авторских прав.

## Биография
Скотт Туроу родился в Чикаго в 1949 году. Его родители были детьми русских евреев, эмигрировавших из Белоруссии. Отец, Давид Туроу, был врачом-акушером, а мать, Рита Пастрон Туроу, детской писательницей. В раннем детстве семья Скотта Туроу жила в городе, но позже переехала в богатый пригород Уиннетка, где Туроу учился в New Trier High School .
Родители хотели, чтобы сын пошел по стопам отца и тоже стал врачом, но будучи редактором школьной газеты, он решил стать писателем. Поступил в Амхерстский колледж на специальность «Английский язык» и там начал писать короткие рассказы. Он с отличием окончил колледж и получил степень бакалавра в 1970 году. После Туроу получил стипендию Эдит Меррилиз (англ. Edith Mirrielees) в Центре творческого письма Стэнфордского университета, который был основан в 1946 году писателем, лауреатом Пулитцеровской премии, Уоллесом Стегнером. Пока учился, с 1972 по 1975 год, Скотт Туроу преподавал творческое письмо и писал свой первый роман The Way Things Are о Чикаго.
Получив множество отказов от издателей, Скотт Туроу начал сомневаться в правильности своего решения стать писателем. Еще во время работы над книгой, он заинтересовался законами и в 1975 году поступил в Юридическую школу Гарвардского университета.
В 1978 году получил степень доктора юридических наук в Гарварде. Там он опубликовал свою работу One L: What They Really Teach You at Harvard Law School (1977), которая считается классикой для студентов-юристов.
После окончания учебы в Гарварде, вернулся в Чикаго и работал помощником Федерального прокурора США. Туроу, в качестве государственного обвинителя, был назначен на серию громких процессов Operation Greylord – делу о коррупции в судебной системе округа Кук. Под влиянием этого процесса Туроу пишет роман «Презумпция невиновности» (англ. Presumed Innocent) – реалистичный портрет политической коррупции в большом городе. Туроу был уверен, что его роман опубликуют, но его поразил уровень интереса, проявленный крупнейшими нью-йоркскими издательствами. Начались торги из-за прав на публикацию произведения, и вскоре суммы превысили 200 000 долларов. В итоге, Туроу продал права на книгу издательству Farrar Straus Giroux – роман был опубликован в 1987 году. В 1990 году кинокомпания Warner Brothers выпускает одноименный фильм по роману с Харрисоном Фордом, Раулем Хулиа и Брайанном Деннехи в главных ролях.
Туроу продолжил юридическую практику в качестве партнера в юридической компании Sonnenschein, Carlin, Nath & Rosenthal, где занимался, преимущественно, преступлениями «белых воротничков». Во время работы в компании он пишет еще несколько юридических триллеров: «Бремя доказательств» (англ. The Burden of Proof,1990) – продолжение романа «Презумпция невиновности», «Pleading Guilty» (1993), «Personal Injuries» (1999). Все они становятся бестселлерами.
В 1990 году Скотт Туроу появляется на обложке журнала TIME.
В 1995 году Туроу выигрывает резонансное дело Алехандро Эрнандеса (англ. Alejandro Hernandez), несправедливо осужденного за убийство 10-летней девочки Жанин Никарико (англ. Jeanine Nicarico) в 1983 году, которого он не совершал. Эрнандес провел в тюрьме более десяти лет, после чего был оправдан и получил многомиллионную компенсацию. Настоящего убийцу приговорили к смертной казни в 2009 году.
В марте 2000 года вошел в состав специальной комиссии по смертной казни, созданной губернатором Иллинойса Джорджем Райаном. Комиссии было поручено пересмотреть законы штата о смертной казни после того, как по апелляции были отменены тринадцать смертных приговоров.
В 2010 году Скотт Туроу становится президентом американской Гильдии Авторов (англ. Authors Guild). Следующие четыре года, до 2014 года, на этой должности занимался защитой авторских прав и борьбой с пиратством. В 2013 году вместе с женой приезжал в Россию, встречался с российскими писателями, читал лекции.
В 2016 году получил премию Общества по защите авторских прав США (англ. Copyright Society of the USA) за «За выдающиеся достижения в творчестве».

## Личная жизнь
В апреле 1971 года женился на художнице Аннет Вайсберг. У пары трое детей. Спустя сорок лет совместной жизни они развелись.
29 мая 2016 года Туроу женился во второй раз. Его жена, Адриана Глэйзер, старший вице-президент, консультирующий благотворительные организации и благотворителей, и руководитель двух отделов управления капиталом Банка Америки.